# Florida National Guard

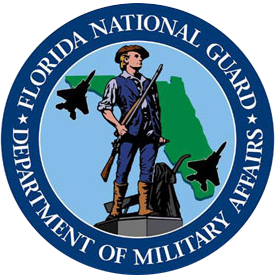
Logo der Florida National Guard

Die Florida National Guard des US-Bundesstaates Florida (Florida Department of Military Affairs) besteht seit 1861 und ist Teil der im Jahr 1903 aufgestellten Nationalgarde der Vereinigten Staaten (akronymisiert USNG) und somit auch Teil der zweiten Ebene der militärischen Reserve der Streitkräfte der Vereinigten Staaten.

## Organisation
Die Mitglieder der Nationalgarde sind freiwillig Dienst leistende Milizsoldaten, die dem Gouverneur von Florida Ron DeSantis unterstehen. Bei Einsätzen auf Bundesebene ist der Präsident der Vereinigten Staaten Commander-in-Chief. Adjutant General of Florida ist seit 2019 Major General James O. Eifert.
Die Florida National Guard besteht aus den beiden Teilstreitkraftgattungen des Heeres und der Luftstreitkräfte, namentlich der Army National Guard und der Air National Guard. Davon zu trennen ist die Staatsgarde, die Florida State Guard  (z. Z. inaktiv), die allein dem Bundesstaat verpflichtet ist.
Die Florida Army National Guard hatte 2017 eine Personalstärke von 9447, die Florida Air National Guard eine von 2017, was eine Personalstärke von gesamt 11464 ergibt.

## Geschichte
Die Florida National Guard führt ihre Wurzeln auf Milizverbände des Bundesstaates des Jahres 1861 zurück. Die Nationalgarden der Bundesstaaten sind seit 1903 bundesgesetzlich und institutionell eng mit der regulären Armee und Luftwaffe verbunden, so dass unter bestimmten Umständen mit Einverständnis des Kongresses die Bundesebene auf sie zurückgreifen kann. Die Nationalgarde wurde nachfolgend in jedem größeren Konflikt eingesetzt, so im Ersten und Zweiten Weltkrieg als auch im Koreakrieg. Nach den Anschlägen vom 11. September 2001 wurde die Nationalgarde im Krieg gegen den Terror u. a. auch im Irak und in Afghanistan eingesetzt. Im Inneren wurde die Florida National Guard z. B. beim Labor-Day-Hurrikan 1935 und beim Hurrikan Irma 2017 eingesetzt. 2005 wurde infolge Hurrikan Katrina die Nationalgarde US-weit zu Hilfe gerufen und 125.000 Nationalgardisten aus allen Bundesstaaten eingesetzt.

## Einheiten

### Florida Army National Guard
- Headquarters, Florida Army National Guard, St. Francis Barracks, St. Augustine
  - 3/20th Special Forces Group (Camp Blanding Joint Training Center)
    - HHC, 3/20th SFG
    - Support Company

  - 153rd Finance Battalion (St. Augustine)
    - 1153rd Finance Detachment
    - 2153rd Finance Detachment
    - 3153rd Finance Detachment

  - 111th Aviation Regiment (Jacksonville / Cecil Field)
    - 1-111th Aviation Regiment
    - 2-111th Aviation Regiment (AOB)

  - 171st Aviation Regiment
    - Company B, 1st Battalion (Brooksville / Brooksville-Tampa Bay Regional Airport)

  - 417th Signal Battalion (Composite)
    - HHD
    - 144th Transportation Company (Marianna)
    - 708th General Support Maintenance (Quincy)
    - 653rd Range Extension Company (Crestview)
- 53rd Infantry Brigade Combat Team
  - 1-124th Infantry (South Florida)
  - 2-124th Infantry (Central Florida)
  - 1-153rd Cavalry (RSTA) (Panhandle of Florida)
  - 2-116th Field Artillery
  - 753rd Brigade Engineer Battalion
- 164th Air Defense Artillery Brigade
  - 1-265th ADA (SHORAD)
  - 3-265th ADA (SHORAD)
    - 254th Transportation Battalion
      - HHD 254th
      - 1218th Transportation Company
      - 806th Military Police Company (I/R)
      - 715th Military Police Company (CS)
      - 690th Military Police Company (I/R)
      - 3-116th Field Artillery
        - FSC 3-116th
- 50th Area Support Group
- 927th Combat Service Support Battalion
- 32nd Army Air & Missile Defense Command, Detachment 1
- 211th Infantry Regiment (Regional Training Institute)
- 260th Military Intelligence Battalion
- 13th Army Band
- 146th Expeditionary Signal Battalion

### Florida Air National Guard
- Headquarters, Florida Air National Guard, St. Francis Barracks
- 125th Fighter Wing (125 FW), Jacksonville Air National Guard Base
  - 159th Fighter Squadron (159 FS)
  - Detachment 1, 125th Fighter Wing, Homestead Air Reserve Base
- 601st Air and Space Operations Center (601 AOC), Tyndall Air Force Base
- 325th Fighter Wing Associate Unit (325 FW AU), Tyndall Air Force Base

- 202d RED HORSE Squadron (202 RHS), Camp Blanding
- 290th Joint Communications Support Squadron (290 JCSS), MacDill Air Force Base
- 114th Space Control Squadron (114 SPCS), Patrick Air Force Base und Cape Canaveral Air Force Station
- 131st Training Flight (131 TF), Camp Blanding
- 159th Weather Flight (159 WF), Camp Blanding